# Jardim Meudon
Jardim Meudon é um bairro de classe média baixa de Teresópolis, cidade localizada no interior do estado do Rio de Janeiro.

## Demografia
De acordo com o Instituto Brasileiro de Geografia e Estatística (IBGE), sua população no ano de 2010 era de 4 010 habitantes, sendo 2 034 mulheres (50.7%) e 1 976 homens (49.3%), possuindo um total de 1 435 domicílios.